# 경성운수
경성운수 주식회사(京誠運輸 株式會社)는 서울특별시 금천구의 마을버스 회사이고, 본사 및 차고지는 서울특별시 금천구 서부샛길 156 (독산동)에 위치해 있다.

## 주요 연혁
- 2015년 11월 11일: 신곤운수에서 금천05번을 분사시켜 설립하였다.
- 2018년 5월 1일: 성수여객에서 운행하던 성동13번 마을버스 노선을 양수하였다.
- 2019년 7월 1일: 성동13번 마을버스를 화송옥수운수로 양도하였다.

## 주요 운행노선
- ● 금천05번: 독산한신아파트 ↔ 가산디지털단지역 (구 금천마을 2번, 5537번)
- ● 금천07번: 금천노인복지관 ↔ 가산디지털단지역 (구 금천마을 3번, 5632번)

## 보유차량
- 자일대우버스: 자일대우 레스타, 자일대우 NEW BS090
- KGM커머셜: KGM C090